# Hermann von Nathusius

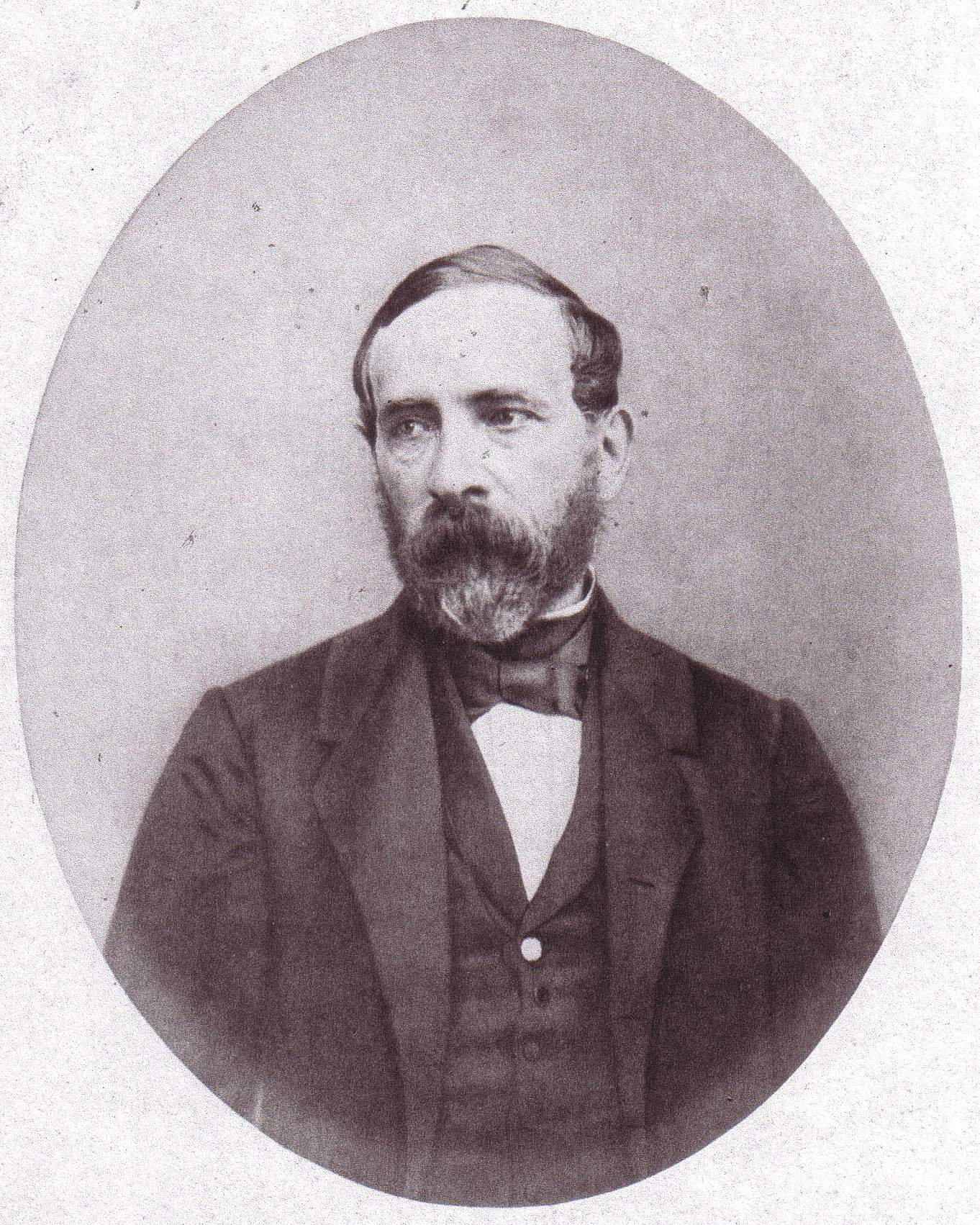
Hermann Engelhard von Nathusius.

Hermann Engelhard von Nathusius, född 9 december 1809 i Magdeburg, död 29 juni 1879 i Berlin, var en tysk agronom. Han var son till Johann Gottlob Nathusius.
På fädernegodset Hundisburg, som han efter avslutade universitetsstudier 1835 övertog, drev Nathusius en mycket framstående avel av hästar och får till väsentlig del med användande av utländskt avelsmaterial, engelska fullblodshästar och köttfår samt franska merinofår. Avelsdjur från hans stammar spreds i stor mängd till olika delar av Tyskland och utlandet, får även till Sverige. Han adlades 1840.
Hans många huvudsakligen smärre skrifter rörande husdjursavelns olika grenar har åtnjutit stort anseende. Inom zoologin vann han berömmelse företrädesvis genom sin epokgörande undersökning om svinrasernas utveckling (Vorstudien für Geschichte und Zucht der Haustiere. Zunächst am Schweieneschädel, 1864). År 1868 blev han president i preussiska Landesökonomiekollegium och fick en plats i lantbruksministeriet. Han var sedan 1859 ledamot av svenska Lantbruksakademien.
Det tyska "Deutsche Gesellschaft für Züchtungskunde" delar ut Hermann von Nathusius-medaljen sedan 1932 för att ära framsteg i djurvetenskap och veterinärmedicin.